# Glaucocharis praemialis
Glaucocharis praemialis là một loài bướm đêm trong họ Crambidae.